# Djurgårdsbron
Djurgårdsbron (en suédois : Pont Djurgården) est un pont du centre historique de Stockholm, en Suède. Conçu par Carl Fraenell et construit pour l'Exposition universelle de Stockholm de 1897, le pont actuel forme une extension sud du boulevard Narvavägen, reliant ainsi la partie continentale d'Östermalm à l'île de Djurgården en franchisant la Djurgårdsbrunnsviken. C'est l'un des quatre ponts qui partent de Djurgården.

## Description
En vedette sur le pont, debout sur de hautes colonnes de granit se trouvent quatre dieux de la mythologie nordique, sculptés par Rold Adlersparre : Heimdall soufflant dans son Gjallarhorn ; Frigg, la femme d'Odin, tenant une canne ; Freyja avec un faucon (l'un de ses déguisements) à la main ; et Thor avec son marteau Mjöllnir posé sur son épaule. Flanquant les allées, des balustrades en fonte présentent des plantes stylisées, ainsi que des culées et des candélabres conçus par l'architecte Erik Josephson (1864-1929).

## Histoire

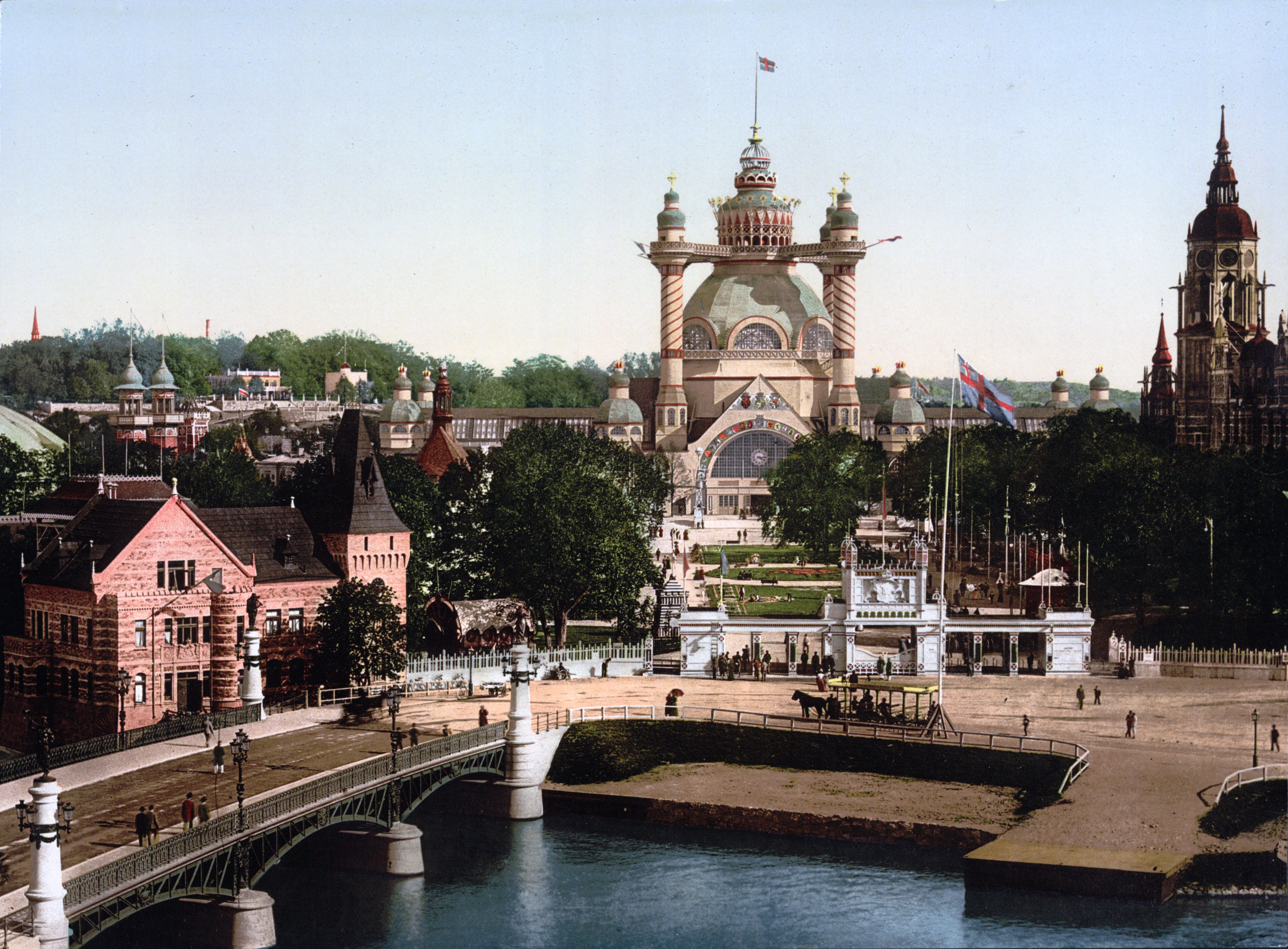
Pont actuel lors de son inauguration en 1897.

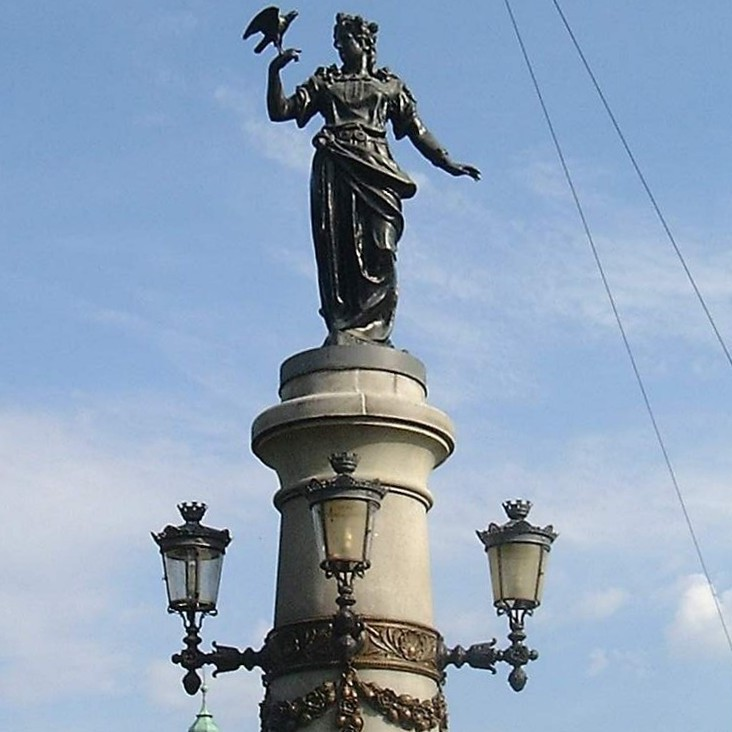
Statue de Freyja.

Précédé d'un pont beaucoup plus à l'est et donc simplement appelé le nouveau pont, le pont d'origine à cet endroit apparaît pour la première fois sur une carte datée de 1696. Cependant, des droits couvrant les frais de matériaux et de charpentiers nécessaires à sa construction sont évoqués dans les comptes royaux dès 1661,.
Apparaissant avec le pont d'origine sur une carte datée de 1733, un nouveau pont construit en 1730 par le roi Frédéric Ier (1676–1751) nécessitant un passage en bon état de marche vers les terrains de chasse royaux, était appelé Fredrikshovsbron (La cour du pont Frederick) en raison de sa proximité avec le palais Fredrikshov. Inquiet de l'état du pont, le roi six ans plus tard le fait louer à bail au géomètre de l'île qui, chargé de son entretien, est autorisé à prélever les péages du pont fixés par le roi. Le pont n'en cède pas moins sous le carrosse du roi en 1745,.
Le pont est à nouveau mentionné en 1801, alors appelé Djurgårdsflottbro (Pont flottant de Djurgården), censé permettre le passage des navires, et ayant une rampe traversant un terrain marécageux et donc reposant en partie sur des rondins. Ce pont, décrit en 1820 comme délabré, pourri et recouvert d'herbe, a été remplacé par un autre pont en bois en 1825 sur l'ordre du roi Charles XIV Jean (1763-1844). Un pont de pierre discuté à cette époque n'a jamais été réalisé et, en 1849, le nouveau pont était dans un tel état qu'il a dû être remplacé par un pont en fer à trois travées reposant sur des poteaux en bois. Pour assurer la solidité du pont avant son inauguration, 200 hommes du régiment de garde à proximité reçurent l'ordre de traverser le pont en différentes formations, une pratique étrange compte tenu du nombre insignifiant de personnes sachant nager à l'époque,.
Renforcé en 1886, le pont en fer est démoli en 1895 pour être remplacé par l'actuel pont en acier à trois travées, large de 18 mètres, long d'environ 58 mètres, et pouvant supporter les nouveaux tramways,.

## Traduction
- (en) Cet article est partiellement ou en totalité issu de l’article de Wikipédia en anglais intitulé « Djurgårdsbron » (voir la liste des auteurs).